# Hammarby, Södertälje kommun
Hammarby är en bebyggelse i Mörkö socken i Södertälje kommun, som omfattade bebyggelse cirka en kilometern norr om Mörkö kyrka som också innefattade gården/byn Hammarby. SCB avgränsade här en småort mellan 1990 och 1995 och åter från 2020.